# Кубок німецької ліги з футболу 2004
Кубок німецької ліги 2004 — 9-й розіграш Кубка німецької ліги. Змагання проводиться за системою «плей-оф», де і визначають переможця. Переможцем вп'яте став Баварія.

## Календар
| Раунд        | Дата             | Матчі | Клуби |
| ------------ | ---------------- | ----- | ----- |
| Перший раунд | 21-22 липня 2004 | 2     | 6 → 4 |
| 1/2 фіналу   | 28-29 липня 2004 | 2     | 4 → 2 |
| Фінал        | 2 серпня 2004    | 1     | 2 → 1 |

## Перший раунд
| Команда 1     | Рахунок      | Команда 2 |
| ------------- | ------------ | --------- |
| 21 липня 2004 |              |           |
| Баєр 04       | 1:1 пен. 4:3 | Ганза     |
| 22 липня 2004 |              |           |
| Штутгарт      | 3:0          | Бохум     |

## 1/2 фіналу
| Команда 1     | Рахунок | Команда 2 |
| ------------- | ------- | --------- |
| 28 липня 2004 |         |           |
| Баварія       | 3:0     | Баєр 04   |
| 29 липня 2004 |         |           |
| Вердер        | 2:0     | Штутгарт  |

## Фінал
| 2 серпня 2004 20:00 (EEST) |

| Баварія                     | 3:2      | Вердер                  |
| --------------------------- | -------- | ----------------------- |
| Дайслер 27', 43' Баллак 65' | Протокол | Класнич 68' Ісмаель 74' |

| Брюхвегштадіон, Майнц Глядачів: 13 200 Арбітр: Луц Міхаель Фроліх |